# Renate Axt
Renate Axt, früher auch Renate Eitel-Axt (* 9. August 1934 in Darmstadt; † 2. Dezember 2016 in Trier) war eine deutsche Schriftstellerin.

## Leben
Renate Axt absolvierte nach dem Abitur eine Ausbildung als
Redakteurin und war anschließend als Journalistin für den Südwestfunk und verschiedene Tageszeitungen tätig. Seit Anfang der Siebzigerjahre war sie freie Schriftstellerin. Die Autorin lebte in Darmstadt.
Renate Axt war Verfasserin von Gedichten, Theaterstücken, Hörspielen, Erzählungen und Kinderbüchern.

## Mitgliedschaften
- Mitglied des deutschen PEN-Zentrums
- Mitglied der Schriftstellervereinigung Die Kogge
- Mitglied des Autorenkreises Plesse
- Mitbegründerin der Autorengruppe Poseidon
- Mitglied der Gesellschaft für zeitgenössische Lyrik

## Auszeichnungen
- 1981 Münchner Literaturpreis
- 1988 Amt der Stadtschreiberin von Otterndorf
- 1995 Stipendium des Künstlerhofes Schreyahn
- 2002 Stipendium des Stuttgarter Schriftstellerhauses und der Künstlerwohnung Soltau

## Werke
Lyrik
- Darmstädter Galerie Bergsträßer, druck I: Taube Tage, Darmstadt 1959
- Darmstädter Galerie Bergsträßer, druck III: Celeste, Darmstadt 1969
- 365 Tage, Roether-Verlag, Darmstadt 1971 (Nachwort: Karl Krolow)
- Ohne Angst, Spectrum Verlag, Stuttgart 1981
- Jede Sekunde leben, Morstadt Verlag, Kehl 1984 (Nachwort: Karl Krolow)
- Lichtpunkte, ars edition, München 1986
- Nur im Flug aufwärts, Gesellschaft Hessischer Literaturfreunde e.V, Darmstadt 2000

Anthologien und Literaturzeitschriften (Auswahl)
- Ralph Grüneberger (Hg.)/Gesellschaft für zeitgenössische Lyrik. Poesiealbum neu. Ausgaben 4/2008, 2/2009, 1/2012, 1/2013.

Dramen - Uraufführungen
- Die Schneekönigin, Staatstheater Darmstadt 1970
- Wir suchen Manitou, Städtische Bühnen Münster 1974
- Kasper, pass auf - Musical, Musik: Dieter Schönbach, Städtische Bühnen Münster 1977
- Jeder in seiner Nacht, Städtische Bühnen Münster 1980
- Max und Moritz, Domfestspiele Bad Gandersheim 1983
- Till Eulenspiegel, Theater Baden-Baden, Domfestspiele Bad Gandersheim 1985
- Der Träume Wirklichkeit, Staatstheater Darmstadt 1987
- Das tapfere Schneiderlein, Theater Baden-Baden, Domfestspiele Bad Gandersheim 1988
- Der kleine Muck, Theater Baden-Baden 1993
- Die Schneekönigin und der Zauberspiegel, Stadthalle in Darmstadt, Theater Baden-Baden 1995
- Max und Moritz, Neufassung, Bremerhaven 1997

Roman
- Und wenn du weinst, hört man es nicht, Morstadt-Verlag, Kehl 1987

Kinderbücher
- Töle sagt: "Ich schaff' das schon", Arena-Verlag, Würzburg 1981
- Gute Besserung, Pia, Schneider-Verlag, München 1983
- Da kam der große Bär, Schneider-Verlag, München 1983
- Für Nicky ist alle Tage Kirmes, Arena-Verlag, Würzburg 1985
- Florian, du träumst zuviel, Arena-Verlag, Würzburg 1986
- Felix und die Kreuzritterbande, Morstadt-Verlag, Kehl 1987 / Neufassung 2001
- Die Reise mit dem Wunderauto, Schneider-Verlag, München 1990
- Liebe kleine Katze, Schneider-Verlag, München 1994

Kunst- und Bildbände
- Panderma, Zürich 1957 (Herausgeber Carl Laslo)
- Otterndorf, Otterndorf 1989 (Fotografien von Bernd Schlüsselburg)
- Kommen und gehen, Homburg-Schwarzenacker/Saar 1990 (Bibliophile Kassette, Radierungen von Christine Eckert)
- Schutzlos sie alle, Obernburg 1991 (Radierungen von Irmtraud Klug-Berninger)
- Darmstädter Impression, Darmstadt 1992 (Fotografien von Pit Ludwig)
- Merck-Kalender, Darmstadt 1993 (Bildbeiträge Barbara Bredow)

Hörspiele
- Letzten Donnerstag haben wir den Krieg gewonnen, Darmstadt 2005
- Ein glücklicher Toter, Darmstadt 2007

## Herausgeberschaft
- Lob der Provinz, Darmstadt 1967 (herausgegeben zusammen mit Heinz Winfried Sabais)